# Cypraea tigris
Cypraea tigris (nomeada, em inglês, tiger cowrie e, em português, cipreia-tigre; sendo a mais conhecida de todas as "cowries" ou "cipreias") é uma espécie de molusco gastrópode marinho pertencente à família Cypraeidae da ordem Littorinimorpha. Foi classificada por Linnaeus, em 1758, na obra Systema Naturae. É nativa do Indo-Pacífico e considerada a espécie-tipo de seu gênero.

## Descrição da concha e hábitos
Concha oval e de coloração branca ou cinzento azulada, com manchas que podem ir da cor do caramelo, mais ou menos pálidas, até o castanho intenso, quase negro. Superfície lisa, brilhantemente polida e sem espiral aparente, quando desenvolvida, com sua base plana ou ligeiramente côncava; com dentes visíveis através da abertura; os do lábio externo largos e curtos e os columelares mais finos e mais longos, exceto para os quatro mais baixos, na área próxima ao canal sifonal, que são maiores e mais curtos. Chegam de 9 a até 14 centímetros em suas maiores dimensões (na subespécie Cypraea tigris schilderiana C. N. Cate, 1961; do Havaí, existindo relatos de espécimes que chegaram a até 16 centímetros). Esta concha varia muito em tamanho e coloração, mas invariavelmente tem pintas ou manchas em sua superfície.

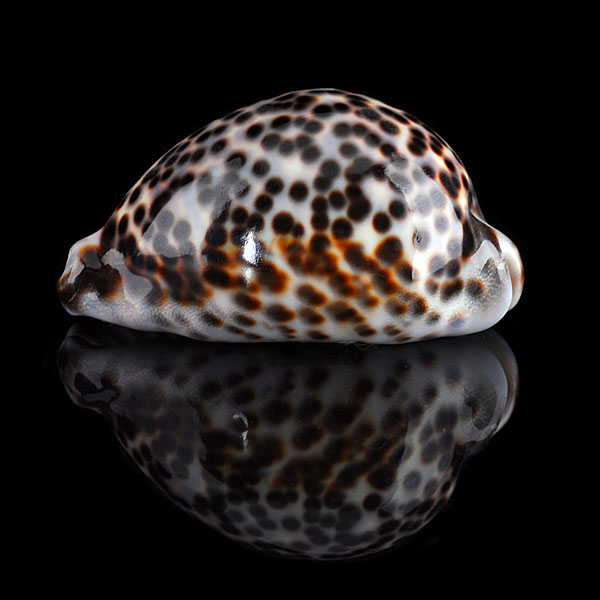
Concha de C. tigris, vista lateral.

É encontrada em águas rasas ou profundas, até uma profundidade de 30 metros, na zona de recifes de coral. Seu alimento são esponjas, gastrópodes vivos, algas marinhas, carniça e pólipos de coral.

## Descrição do animal, subespécies e distribuição geográfica
O animal de Cypraea tigris, em um espécime adulto, é de um amarelado sujo, com expansões tentaculares dotadas de pontas brancas, espalhadas, e dotado de finas estrias negras em sua superfície. O seu manto pode estar totalmente estendido, escondendo completamente a sua concha, ou parcialmente recolhido. Quatro subespécies são reconhecidas: Cypraea tigris lorenzi C. P. Meyer & Tweedt, 2017; Cypraea tigris pardalis Shaw, 1794; Cypraea tigris schilderiana C. N. Cate, 1961 e Cypraea tigris tigris Linnaeus, 1758.
Esta espécie ocorre no Indo-Pacífico, indo do leste da África, e passando pela Grande Barreira de Coral australiana, até a região central do oceano Pacífico, na Micronésia e Polinésia, incluindo o Havaí.

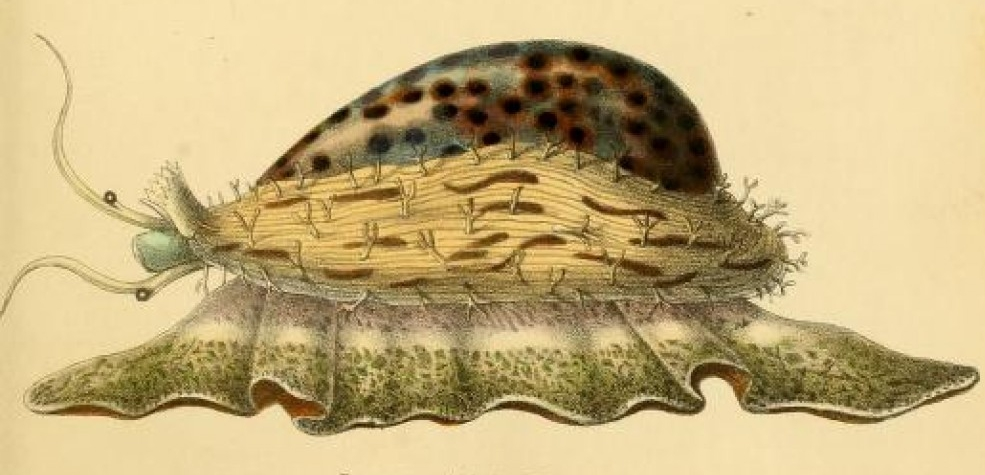
Ilustração de Cypraea tigris com o animal, publicada na obra Elements of conchology: an introduction to the natural history of shells and of the animals which form them (Londres, 1860).

## Utilização deCypraea tigrispelo Homem
Conchas de Cypraea tigris têm sido utilizadas para alimentação em muitas partes de sua área de distribuição, principalmente na zona de águas rasas; também sendo usadas para trabalhos de artesanato, braceletes e camafeus.[carece de fontes?] São encontradas em lojas de novidades e souvenirs. Na época da era dos descobrimentos, elas já foram as conchas favoritas dos marinheiros; mais tarde importadas, em enormes quantidades, por capitães de navios e mercadores ianques que gravaram, em suas costas brilhantes, o Pai Nosso ou poemas sentimentais, ou enfiaram algumas delas, de diferentes tamanhos, em pedaços de arame para fazer tartarugas com cabeças móveis, ou então as sujeitaram a outros absurdos para se tornarem populares na época.